# Henri Antoine Marie de Noailles
Henri Antoine Marie de Noailles, 11e prince de Poix (1900) puis (1909) 7e duc de Mouchy, 6e duc de Poix, est né à Paris le 9 avril 1890 et mort à Paris le 1er novembre 1947. Il est président de la Fédération française de golf de 1927 à 1940.

## Biographie
Fils de François de Noailles (1866-1900), 10e prince de Poix, et de la princesse, née Madeleine Dubois de Courval (1870-1944), il épouse à Paris le 22 juillet 1920 Marie de La Rochefoucauld (1901-1983), fille de Armand de La Rochefoucauld-Doudeauville (no) (fils de Sosthène II de La Rochefoucauld et petit-fils d'Eugène Ier de Ligne) et nièce de Léon Radziwill. Le mariage a lieu dans l'intimité, en raison de la mort récente de l'impératrice Eugénie.
Ils ont trois enfants :
1. Philippe (1922-2011), duc de Mouchy, prince-duc de Poix ;
2. Philippine (1925-2022), qui épouse (1946) Jean-Louis Sébastien Hubert, marquis de Ganay (1922-2013) ;
3. Sabine (1931-2010), qui épouse (1953) Nicolas Wyrouboff (1915-2009), Français libre et Compagnon de la Libération.

Lieutenant de réserve, il est mobilisé au début de la Première Guerre mondiale. Officier de liaison à l'armée d'Orient, en 1916, il est décoré de la Croix militaire britannique, puis de la Légion d'honneur, en qualité de chevalier,,.
Féru de golf, le duc de Mouchy est président de la Fédération française de golf, de 1923 à 1940, et de 1945 à 1946. Il est à l'origine de deux épreuves sportives éponymes. La première, appelée « coupe Mouchy » est créée en 1924 et la seconde nommée également « coupe Mouchy » ou « coupe Frayssineau-Mouchy » est instituée en 1927. La Coupe Mouchy, la plus haute compétition destinée aux amateurs en France, a lieu annuellement le week-end après Pâques. En 2025, elle se disputera du 25 au 27 avril 2025,,,,,.

## Honneurs
Le duc de Mouchy est :
- Croix de guerre 1914–1918
- Chevalier de la Légion d'honneur
- Croix militaire
- Bailli grand-croix d'honneur et de dévotion de l'ordre souverain de Malte.